# Гурт (сельское хозяйство)
Гурт — стадо крупного рогатого скота мясного направления. При формировании гурта животных подбирают по полу, возрасту, живой массе, упитанности. Размеры гурта для молодняка — 150—200 голов, для нагульного взрослого скота: в лесных и лесостепных районах — 100—150 голов, в степных районах — 150—200 голов.